# Johann Joseph Seyler
Johann Joseph Seyler (* 24. Oktober 1669 in Bayreuth; † 7. November 1719 in Berg (Oberfranken)) war ein deutscher Pädagoge und evangelischer Theologe.

## Leben
Der einzige Sohn des Stadtschreibers Joseph Seyler hatte die erste Ausbildung durch Hauslehrer erhalten. Danach besuchte er das Seminarium seiner Heimatstadt, 1662 das dortige Gymnasium und bezog mit einem Stipendium ausgestattet 1683 das Heilbronner Gymnasium.
Nachdem er die Hochschulreife erworben hatte, begann er ein Studium an der Universität Wittenberg und setzte seine philosophischen und theologischen Studien an der Universität Leipzig fort. In Leipzig hatte er 1693 den akademischen Grad eines Magisters erworben, wurde 1696 Konrektor am Gymnasium in Hof (Saale) und 1704 dessen Rektor. 1714 übernahm er die Pfarrei in Berg, welche er bis zu seinem Lebensende innehatte.
Seyler besaß gründliche Kenntnisse in einzelnen Teilen des theologischen Wissens und in den älteren Sprachen, die er in seiner Religiosität und rastlosen Tätigkeit vereinigte. Diese Kenntnisse publizierte er in mehreren lateinischen Programmen und Dissertationen, dogmatischen und historischen Inhalts. Dazu gehören einzelne Abhandlungen, in denen er die Existenz und die Wirkungen der Engel und Geister gegen die Einwürfe von Baruch Spinoza zu rechtfertigen suchte. Heute besitzen seine Schriften nur noch historischen Wert.

## Werke
- Diss. de fine virtues.  Ansbach 1689
- Diss. de atheorum poenis. Leipzig 1693
- Progr. de ter iteratis excidiis metropolis regni judaici, Hierosolymae, praemissa disquisitione de vocis notatione et primo urbis auctore et conditore. Hof 1697
- Progr. de solemni plerisque cultioribus gentibus usitata natalium dierum celebratione. Hof 1697
- Progr. de notioribus ac praecipuis popularum in perficienda natalium dierum solemnitate observatis consuetudinibus. Hof 1698
- Progr. de existentia, natura et operationibus angelorum et spirituum, contra veteres Sadducaeos, B. Spinozam, Th. Hobbesium et B. Beckerum. Hof 1698
- Progr. de passione Christi. Hof 1699
- Progr. de superstitiosa priscorum observatione dierum. Hof 1699
- Progr. de Bacchanalioraro more cum apud Paganos et Judaeos, tum apud Christianos. Hof 1700
- Progr. in gloriosissimam Christi resurgentis victoriam cormmentatio. Hof 1700
- Progr. de mutatione temporum orbica. Hof 1700
- Progr. de nundinis. Hof 1701
- Progr. de eo, num mortuorum resurrectio e lumine naturae cognoscatur et ethnicis olim innotuerit? Hof 1702
- Progr. de miro plerarumque fere celebrjorum gentium in deviso soli habendo honore consensu, deque variis rituum et ceremoniarum generibus, quibus ih veneratione solis usi sunt antiqui. Hof 1702
- Progr. de selectiorum quibasdam cum divinis tum humanis reformationis ejusque auspicatissimi auctoris vaticiniis. Hof 1703
- Progr. de certitudine refrurrectionis Christi contra Judaeos, Mohammedanos, veteres haereticos et sigillatim contra Benedictum Spinozmn. Hof 1704.
- Progr. de heroibus. Hof 1704
- Catalogi lectionum. Hof 1705—1712 4. Teile
- Progr. de fictis monachorum in papatu miraculis et prodigiis, quae circa Christi nativitatem iis tradentibus contingerint. Hof 1705
- Abdankung auf Maria Susanna Schmidt: Die sowohl im Leben als nach dem Tode angenehm blühende Lilie. Hof 1705
- Progr. de vera humilitate ab optimo humilitatis magistro et exemplo, Jesu Christo, discenda. Hof 1706
- Programme zur jährlichen Einweihungsfeier des Höfischen Gymnasiums. Hof 1705–1712
- Progr. de eo, quod uberem materiam salvifica fide imbutis praebeat futuram corporum restitutionem salutariter meditandi dilienior naturalium rerum consideratio. Hof 1705
- Progr. de senioribus et tuam majoribus Marggraviis Brandenburgicis. Hof 1705
- Progr. de theologia nobilitate non indigna. Hof 1705
- Publica H. a Waldeck et J. G. Thech dimissio e Gymnasio Curiano. Hof 1705
- Progr. de auapicatiarimo Georgii Wilhelmi nomine in familia Marchionum Brandenburgensium excelsissima. Hof 1705
- Progr. An de Messia ejusque adventu Jacobus Patriarcha Genes. 49, 10 vaticinatus est? et num tempus Messiani adventus itaerminaverit, ut jam diu advenisse Salvatorem mortalium ex eo clare probari possit. Hof 1706. fol. pat.
- Progr. de passione Christi pie meditanda. Hof 1706
- Abdankung auf C. v. Stein: Das mit kostbaren Edelsteinen besetzte Portrait. Hof 1706
- Progr. de nobUitate, virtute et doclrina illustranda. Hof 1706
- Progr. de memorandis antiquioris aevi muris, Chinensi, Babylonio Pictico Spartanorum moeniis etc. Hof 1706
- Progr. de praesepio Christi. Hof 1707.
- Progr. de amore in palriam. Hof 1707
- Progr. de sanguine Cristi. Hof 1707
- Progr. de mirabili Dei circa principes providentia, exemplo Christiani Ernesti M. B. declarata, cum is annum climactericum magnum feliciter superasset. Hof 1707
- Progr. de geminis alis, arte et marte, quibus nobiles se super celeros levant. Hof 1707
- Progr. de meritis et virtutibus Joannis Hoesel, Gymnasii Curieosis Collegea III. Hof 1708
- Ordo et series magistrorum, qui in illustri, quod Curiae Variscorum effloruit, Gymnasio, a solemni inauguratione publice docuerunt, anno nempe MDXLVI d. 14. Junii fundatione triennio posteriori, ad praesens usque tempus. Hof 1707
- Progr. de vera sapientia. Hof 1708
- Progr. de amplissimis principum beneficiis, quibus suos afficiunt, de pietatisque officio, ad quod id propter subditi sunt obstricti. Hof 1705
- Progr. de memorabilibus quibusdam vocibus clarissimorum inprimis Georgiorum et Wilhelmorum ex serenissirnorum Marchionum Brandenburgensium domo. Hof 1708
- Progr. de cruce optimi Salvatoris. Hof 1709
- Progr. de misera temporum nostrorum conditioue, maximam parlem verbis Salviani. Hof 1709
- Progr. de vigiliis natalis Domini. Hof 1710
- Progr. de hebdomade magna. Hof 1710
- Progr. de primo evangelicae lucis ortu in Burggraviatu Norico. Hof 1710
- Progr. de molestiis imperantium contra imprudentes felicilatis principum jactores. Hof 1710
- Progr. de grandi illo impostore Ben Cochba, judaicoque inde secuto bello gravissimo et ebraeae gentis clade funestissima. Hof 1711
- Progr. de sepulcrO Christi, num geminum sit et verum, quod hodie ostentatur? Hof 1711
- Progr. de anno jubilaeo regiminis Christiani Ernesti, M. B. Hof 1711
- Progr. Decas summorum ecclesiae pariter ac scholarum antistitum, quos Curia, partim genuit, aut eduxit, partim ornavit etiam et provexit. Hof 1712
- Progr. Representatio theatri passionis dominicae. Hof 1712
- Progr. de meritis Christiani Ernesti, M. B. Hof 1712
- Progr. de quinquies facta divisione Burggraviatus Norici, ex quo ille penes Burggravios e familia Comitum Hohenzollerensiun oriundos fuit. Hof 1712
- Progr. de vita Jacobi Schlemmer, Rectoris Curiensis. Hof 1713
- Progr. Enumeratio nominum gentilitiorum nobilium, qui olim Gymnasio Albertino cives dederunt. Hof 1713
- Progr. de ligno crucis Christi in Ecclesia. Hof 1713
- Progr. de rebus gestis suis in Gymnasio Curiano. Hof 1713